# ستایش آهودیکپه
ستایش آهودیکپه (انگلیسی: Euloge Ahodikpe؛ زادهٔ ۱ مهٔ ۱۹۸۳) بازیکن فوتبال اهل فرانسه است.
از باشگاه‌هایی که در آن بازی کرده‌است می‌توان به باشگاه فوتبال التعاون عربستان سعودی، باشگاه فوتبال دیاربکرسپور، باشگاه فوتبال مکلسفیلد تاون، و باشگاه ورزشی آمیان اشاره کرد.
وی همچنین در تیم ملی فوتبال توگو بازی کرده‌است.